# Ronny Ziesmer
Ronny Ziesmer (* 26. Juli 1979 in Groß Oßnig, Kreis Cottbus-Land, DDR) ist ein ehemaliger deutscher Turner und Sportsoldat.
Der Cottbuser Ziesmer feierte erste sportliche Erfolge bei den Turn-Europameisterschaften 2002, als er mit der deutschen Nationalmannschaft Fünfter wurde.
2003 wurde er Deutscher Meister im Mehrkampf. Bei den Deutschen Meisterschaften 2004 in Chemnitz errang er die Vizemeisterschaft und qualifizierte sich damit für die Olympischen Spiele in Athen. Ziesmer zählte an den Ringen zum erweiterten Favoritenkreis. Bei einem Trainingssprung in Vorbereitung auf die Olympischen Spiele verunglückte Ziesmer am 12. Juli 2004 im brandenburgischen Kienbaum schwer. Nach einem Doppelsalto rückwärts (einem Tsukahara mit zusätzlicher ganzer Schraube) am Pferdsprung schlug er mit dem Kopf auf dem Boden auf. Dabei brach er sich die Halswirbelsäule in Höhe des 5. und 6. Halswirbelkörpers. Er ist seitdem querschnittgelähmt in Form einer Tetraplegie, da sowohl Arme als auch Beine von der Lähmung betroffen sind. Mittlerweile kann er seine Arme eingeschränkt wieder bewegen. 
Ziesmer, der inzwischen wieder in Cottbus lebt, studierte von 2005 bis 2011 an der Fachhochschule Lausitz Biotechnologie. Ziesmer war Stabsunteroffizier bei der Bundeswehr und gehörte der Sportfördergruppe Stuttgart an.
Auf Anregung von Ronny Ziesmer hat die Deutsche Stiftung Querschnittlähmung (DSQ) 2006 eine treuhänderische Stiftung unter dem Namen „Deutsche Stiftung Querschnittlähmung – Allianz der Hoffnung (DSQA)“ gegründet. 
2008 kommentierte Ziesmer als Co-Kommentator für das ZDF bei den Olympischen Spielen in Peking den Mehrkampf-Wettbewerb. Auch 2012 bei den Olympischen Spielen in London, bei den Olympischen Spielen in Rio de Janeiro 2016, den Olympischen Spielen in Tokio 2021 und den Olympischen Sommerspielen 2024 in Paris war er Co-Kommentator beim Turnen für das ZDF.
Seit 2008 ist er als Handbiker aktiv und erreichte beim Berlin-Marathon 2011 nach 2:01:49 das Ziel. 2018 nahm er im Keulenwurf an den Para-Leichtathletik-Europameisterschaften teil.

## Auszeichnungen
- 2015: Verdienstorden des Landes Brandenburg